# Jan Čtvrtečka
Jan Čtvrtečka (* 14. srpna 1998) je český profesionální fotbalový brankář, který chytá za český klub FK Dukla Praha, kde je na hostování z pražské Sparty. Je také bývalým českým mládežnickým reprezentantem.

## Klubová kariéra
Čtvrtečka s fotbalem začal v Admiře, odkud se přes Bohemians dostal do Sparty. V zimě 2018 odešel na půlroční hostování do Vlašimi, kde odchytal pouhý jeden zápas. Sezonu 2018/19 odehrál na hostování ve slovenském Ružomberku, celou základní část Fortuna ligy strávil na lavičce, odchytal pouze dva zápasy v nadstavbové části. Na podzim 2019 začal nastupovat za sparťanskou rezervu ve třetí lize. V lednu 2020 se zapojil do přípravy Pardubic, kde se kvůli zranění Jiřího Letáčka měl stát brankářskou jedničkou, Sparta ho ale po dvou týdnech z hostování stáhla. V lednu 2021 odešel na půlroční hostování do Teplic. V 1. lize debutoval 7. února proti Pardubicím (prohra 0:1). V létě 2021 prodloužil smlouvu se Spartou, která jeho hostování v Teplicích prodloužila o dva roky.